# Christian Scharfetter
Christian Fridolin Scharfetter (ur. 3 października 1936 w Innsbrucku, zm. 25 listopada 2012 w Zurychu) – szwajcarski lekarz psychiatra, psychopatolog, autor podręcznika psychopatologii (pierwsze wydanie w 1976, 6. wydanie w 2010 roku).
Syn Helmuta Scharfettera i Annemarie z domu Beitelmeier, miał brata bliźniaka, Friedberta. Studiował medycynę na Uniwersytecie w Innsbrucku. W 1972 habilitował się pod kierunkiem Julesa Angsta. Od 1973 profesor psychiatrii na Uniwersytecie w Zurychu. W 1999 przeszedł na emeryturę.
W 2011 rozpoznano u niego raka dróg żółciowych o złym rokowaniu (guz Klatskina). Zdecydował się popełnić wspomagane samobójstwo. Zgodnie z ostatnią wolą, prochy rozsypano w jego ogrodzie.

## Wybrane prace
- Allgemeine Psychopathologie. Eine Einführung. Stuttgart: Thieme, 1976.
- General psychopathology. An introduction. Cambridge: Cambridge University Press, 1980
- Schizophrene Menschen. Diagnostik, Psychopathologie, Forschungsansätze. Weinheim: Beltz, 1983
- Was weiß der Psychiater vom Menschen? Unterwegs in der Psychiatrie. Menschenbild, Krankheitsbegriff und Therapieverständnis. Sternenfels: Verlag Wissenschaft & Praxis, 2000
- Eugen Bleuler (1857–1939). Polyphrenie und Schizophrenie. Zürich: vdf Hochschulverlag, 2006
- Scheitern. In der Sicht auf Psychopathologie und Therapie. Sternenfels: Verlag Wissenschaft & Praxis, 2012